# Jean-Pierre Mocky
Jean-Pierre Mocky, właśc. Jean-Paul Adam Mokiejewski (ur. 6 lipca 1933 w Nicei, zm. 8 sierpnia 2019 w Paryżu) – francuski reżyser, scenarzysta, montażysta i producent filmowy, a także aktor filmowy i teatralny. 

## Życiorys
Urodził się w Nicei. Jego matka Janina Żylinska była Polką, a ojciec, Adam Mokiejewski również był Polakiem ale czeczeńskiego pochodzenia. Jego kino, często satyryczne i publicystyczne, było na ogół inspirowane wydarzeniami społeczno-politycznymi. Do 2018 jego partnerką była Patricia Barzyk. 
Debiutował jako aktor w filmie Vive la liberté (1946). Grał zarówno w kinie, jak i w teatrze. Z bardziej znaczących filmów wystąpił m.in. w: Szkodniku (1948) Jeana Dréville'a, Orfeuszu (1950) Jeana Cocteau oraz Pozdrowieniach od goryla (1958) Bernarda Borderie. Szczególnie zasłynął dzięki roli w filmie Zwyciężeni (1953) Michelangelo Antonioniego.
Swój pierwszy wyreżyserowany film stworzył w 1959, a był to film Skieruj się na ściany i planował zrobić go całkiem sam, ale producentem filmu w końcu został Georges Franju. W następnym roku wyreżyserował Podrywaczy. Już w latach 60. był w stanie dotrzeć do szerokiej publiczności za pomocą szalonych komedii, takich jak A funny parafianer (1963), Pieniądze albo życie! (1966) czy Wielkie pranie (1968). Później stworzył jeszcze Solo (1969), w którym pokazał grupę młodych terrorystów skrajnej lewicy, a następnie L'Albatros (1971), gdzie piętnował korupcję polityków.
W latach 80. powrócił dramatem związanym z ekscesami fanów piłki nożnej (Sędzia, 1984) i komedią potępiającą hipokryzję wokół pielgrzymki do Lourdes (Cud, 1987). Ten ostatni film znalazł się w konkursie głównym na 37. MFF w Berlinie.
W 2010 otrzymał Nagrodę Henri-Langlois za całokształt kariery artystycznej. Zmarł w Paryżu 8 sierpnia 2019 w wieku 86 lat.